# 饒正太郎
饒正太郎（1912年—1941年）是台灣花蓮縣出身的詩人及官僚。日治時代在東京從事文筆活動。

## 經歷
大正元年（1912年），生於花蓮港廳，是花蓮地方名士饒永昌之長男，母親是山口縣人。幼少期即在日本內地求學，昭和7年（1932年），進入早稻田大學政治經濟學部，在學中也在百田宗治主持的詩誌『椎之木』發表詩作，並創刊『20世紀』，擔任編輯。昭和11年（1936年），畢業後進入拓務省大臣官房秘書課就職，工作之餘也在『新領土』等發表作品，和『20世紀』的詩人伊東昌子結婚，育有二子。昭和16年（1941年）病逝於東京。

## 著作

### 評論
- 江間章子『埋もれ詩の焔ら』，講談社，1985年

## 外部連結
- 戦前期早稲田大学の台湾人留学生 （页面存档备份，存于）